# Zulia monticola
Zulia monticola är en insektsart som först beskrevs av Victor Lallemand 1927.  Zulia monticola ingår i släktet Zulia och familjen spottstritar. Inga underarter finns listade i Catalogue of Life.